# Евренкьой
Евренкьой или Авренкьой (на гръцки: Εβρίνος, Евринос) е село в Западна Тракия, Гърция. Селото е част от дем Марония-Шапчи.

## География
Селото е разположено на 30 километра източно от Гюмюрджина (Комотини).

## История
В село Евренкьой имало 35 български и 40 турски къщи. Жителите на Евренкьой дошли от ГОлям Дервент и Сачанли. Имало семейства от Аврен, Крумовградско. Отглеждали тютюн и лозя. Животновъдстрото било слабо застъпено. Нмало черква и училище, а ходели да се черкуват в бизкото село Ясъюк ъ децата учели там. През 1913 г. били изклани всички мъже и момчета от 12 години нагоре. Жените и момичетатта били подложени на унижението и болката да изтърпят посегателствата над тях от загубилите човешки образ башибозуци. Спасили се по чудо трима страци - дядо Иван, дядо Георги и дядо Дельо.
В 19 век Евренкьой е село в Гюмюрджинска кааза на Одринския вилает на Османската империя. Според статистиката на професор Любомир Милетич в 1912 година в селото живеят 25 български екзархийски семейства смесени с 30 семейства турци.
При избухването на Балканската война в 1912 година 1 човек от Еврен е доброволец в Македоно-одринското опълчение.

## Личности
Родени в Евренкьой
- Гино Д. Караджов, македоно-одрински опълченец, 4-та рота на 10-а прилепска дружина, 3-та рота на 11-а сярска дружина, кръст „За храброст“ IV ст.[4]